# محمدرضا مهدوی (بازیکن فوتبال، زاده ۱۳۵۱)
محمدرضا مهدوی (زاده ۲۶ آذر ۱۳۵۱) بازیکن سابق و مربی فوتبال اهل ایران است. وی در ایران برای تیم‌های بهمن کرج، استقلال تهران، پرسپولیس تهران، سپاهان اصفهان، شهرداری بندرعباس و استقلال اهواز بازی کرده‌است.
مهدوی به مدت سه فصل برای رویال شارلوا در لیگ برتر فوتبال بلژیک بازی کرده‌است. او همچنین سابقهٔ پوشیدن پیراهن تیم ملی فوتبال ایران را نیز دارد و در جام ملت‌های آسیا ۲۰۰۰ برای ایران به میدان رفته است.